# Saison 2 de Soy Luna
Chronologie
Saison 1 Saison 3
Cet article présente les épisodes de la deuxième saison du feuilleton télévisé Soy Luna.

## Deuxième saison (partie 1) (2017)La vida es un sueño

### Épisode 1
Date de diffusion :
- Argentine : 17 avril 2017 sur Disney Channel
- France : 24 avril 2017 sur Disney Channel

Titre original : ¿Un sueño o una pesadilla?, Sobre Ruedas (traduction littérale : Un rêve ou un cauchemar ?, sur des roues'
L'épisode a commencé avec Luna qui rêve d'une fête déguisée sur la piste du Roller elle voit Matteo qui s'éloigne de plus en plus de la piste a cause de la fumée, elle se réveille avec un autre rêve dans laquelle une mystérieuse boîte blanche posé sur le sol de sa chambre, elle ouvre la boîte (avec un pendentif à l'intérieur) puis la porte s'ouvre et c'est là que le rêve se termine. Sharon donne à Ambar un stylo de plume précieux qu'elle a gardait durant sa scolarité, Le Roller Band rencontre Santi Owen un manager qui s'occupera d'eux pour le moment et installe des caméras chez eux.
Luna s'inquiète car personne n'a de nouvelle de Matteo qui lui n'est pas venu au Blake South Collège, Delfina a rompu avec Pedro en vidéo. Tamara annonce aux garçons qu'une nouvelle pourra bouleverser beaucoup de choses, Ambar et ses amis essayent de découvrir la surprise du Jam & Roller pour une vidéo de Fab & Chic.
Nina et Gaston sont officiellement en couple, Luna raconte son rêve a Nina. Tino et Carlos sont tombés amoureux de la nouvelle employée aux cheveux bouclés dorés qui n'est autre qu'Amanda qui s'est teint les cheveux. À la résidence, Luna retrouve la boîte blanche de son rêve elle l'ouvre et voit que c'est le même pendentif que dans son rêve mais Rey arrive et du coup le pendentif tombe par terre.
Ambar demande a Tamara qu'elle et la surprise du Roller pour le soir, Luna retrouve Simon après les 2 mois de vacances et lui donne des cadeaux de la part de sa famille. Les installations de la surprise du Jam & Roller se prépare. Jim et Yam suivent Nico pour que Jim puisse le revoir en beauté.
Luna patine dans la rue en espérant retrouver Matteo.
Amanda a rencontré un homme pendant ses vacances. La surprise du Jam & Roller commencé avec le Roller Band chantant « Alzo Mi Bandera » (je lève mon drapeau) puis le téléphone de Luna sonne avec un message de Matteo mais elle est invitée à chanter sur scène.
Tamara dit aux jeunes qu'elle quitte le Jam & Roller mais elle aimerait passer le poste de chef d'équipe a Luna.

### Épisode 2
Date de diffusion :
- Argentine : 18 avril 2017 sur Disney Channel
- France : 25 avril 2017 sur Disney Channel

Titre original : Un sol y una luna, Sobre Ruedas (traduction littérale : Un soleil et une lune, sur des roues)
Tamara fait ses adieux avec les jeunes, Nina fait écouté le message de Matteo a Luna qui dit qu'il y a beaucoup de choses qui ont changé entre eux mais Luna est perdu, Rey voulait que Miguel lui montre une photo de Luna plus petite pour voir si elle est effectivement Sol Benson mais Sharon l'appelle. Ambar est en colère que Tamara est choisie Luna mais elle pense pouvoir tout de même décroché le poste de chef d'équipe, Jazmin et Delfina interviewent le Roller Band. Sharon demande a Miguel si les gens ayant résidé dans leur maison de Cancun avait une fille de 16 ans avec eux. Luna demande a Nina ce que Matteo voulait lui dire et découvre qu'il est rentré à Buenos Aires mais la conversation a été entendu en direct par les caméras de Vidia. Ambar a prévu un plan mais qu'elle ne dira pas. Nico découvre que Jim l'a espionné et jim lui fait croire qu'elle lui a offert des lunettes. Luna appelle Nina pour lui dire que le pendentif de la boîte est le même que celui de son rêve, elle découvre que ses parents le savaient. Ambar téléphone a Simon pour savoir ce qui arrive Luna. Luna a fait de nouveau un rêve. Rey veut faire des tests ADN pour savoir si Luna est Sol Benson ce qui dérange Sharon. Ambar découvre que les gens ont appréciés que Luna chanté avec le Roller Band sur la plateforme VIDIA. Matteo est revenu des vacances mais ne parle pas a Luna. Les garçons demande a Santi Owen si les caméras doivent les enregistrer 24 heures/24. Simon et ses amis veulent que Luna rechanter avec eux sur le prochain Open de musique. Gaston veut que Nina poste de nouveaux des choses en tant que Felicity For Box, (Dernière scène de l'épisode) Matteo rompt avec Luna.

### Épisode 3
Date de diffusion :
- Argentine : 19 avril 2017 sur Disney Channel
- France : 26 avril 2017 sur Disney Channel

Titre original : Una actitud sospechosa, Sobre Ruedas (traduction littérale : Une attitude suspecte, sur des roues)

### Épisode 4
Date de diffusion :
- Argentine : 20 avril 2017 sur Disney Channel
- France : 27 avril 2017 sur Disney Channel

Titre original : Atrapada por la cámara, Sobre Ruedas (traduction littérale : Pris à la caméra, sur des roues)njjjjj

### Épisode 5
Date de diffusion :
- Argentine : 21 avril 2017 sur Disney Channel
- France : 1er mai 2017 sur Disney Channel

Titre original : El primer Open Music del año, Sobre Ruedas (traduction littérale : Le premier Open de Musique de l'année, sur des roues)

### Épisode 6
Date de diffusion :
- Argentine : 24 avril 2017 sur Disney Channel
- France : 2 mai 2017 sur Disney Channel

Titre original : Luna es Sol Benson, Sobre Ruedas (traduction littérale : Luna est Sol Benson, sur des roues)

### Épisode 7
Date de diffusion :
- Argentine : 25 avril 2017 sur Disney Channel
- France : 3 mai 2017 sur Disney Channel

Titre original : Una Nueva Competición, Sobre Ruedas (traduction littérale : Une nouvelle compétition, sur des roues)

### Épisode 8
Date de diffusion :
- Argentine : 26 avril 2017 sur Disney Channel
- France : 4 mai 2017 sur Disney Channel

Titre original : Un plan contra Luna, Sobre Ruedas (traduction littérale : Un plan contre Luna, sur des roues)

### Épisode 9
Date de diffusion :
- Argentine : 27 avril 2017 sur Disney Channel
- France : 8 mai 2017 sur Disney Channel

Titre original : Una càmara rota, Sobre Ruedas (traduction littérale : Une caméra cassé, sur des roues)

### Épisode 10
Date de diffusion :
- Argentine : 28 avril 2017 sur Disney Channel
- France : 9 mai 2017 sur Disney Channel

Titre original : Una fiesta de disfraces, Sobre Ruedas (traduction littérale : Une fête costumée, sur des roues)‘’ je t’aime

### Épisode 11
Date de diffusion :
- Argentine : 1er mai 2017 sur Disney Channel
- France : 10 mai 2017 sur Disney Channel

Titre original : Un incendio en la pista, Sobre Ruedas (traduction littérale : Un incendie sur la piste, sur des roues)

### Épisode 12
Date de diffusion :
- Argentine : 2 mai 2017 sur Disney Channel
- France : 11 mai 2017 sur Disney Channel

Titre original : Secretos del pasado, Sobre Ruedas (traduction littérale : Les secrets du passé, sur des roues)

### Épisode 13
Date de diffusion :
- Argentine : 4 mai 2017 sur Disney Channel
- France : 15 mai 2017 sur Disney Channel

Titre original : Una ilusión, Sobre Ruedas (traduction littérale : Une illusion, sur des roues)

### Épisode 14
Date de diffusion :
- Argentine : 4 mai 2017 sur Disney Channel
- France : 16 mai 2017 sur Disney Channel

Titre original : Una ayuda, Sobre Ruedas (traduction littérale : Une aide, sur des roues)

### Épisode 15
Date de diffusion :
- Argentine : 5 mai 2017 sur Disney Channel
- France : 17 mai 2017 sur Disney Channel

Titre original : Un plan para el Roller, Sobre Ruedas (traduction littérale : Un plan au Jam & roller, sur des roues)

### Épisode 16
Date de diffusion :
- Argentine : 8 mai 2017 sur Disney Channel
- France : 18 mai 2017 sur Disney Channel

Titre original : ¿Ámbar es Sol Benson?, Sobre Ruedas (traduction littérale : Ambar est Sol Benson ?, sur des roues)

### Épisode 17
Date de diffusion :
- Argentine : 9 mai 2017 sur Disney Channel
- France : 22 mai 2017 sur Disney Channel

Titre original : ¿El Roller va a cerrar?, Sobre Ruedas (traduction littérale : Est-ce que le roller fermera ?, sur des roues)

### Épisode 18
Date de diffusion :
- Argentine : 10 mai 2017 sur Disney Channel
- France : 23 mai 2017 sur Disney Channel

Titre original : Las esperanzas se rompen, Sobre Ruedas (traduction littérale : Les espoirs se rompent, sur des roues)

### Épisode 19
Date de diffusion :
- Argentine : 11 mai 2017 sur Disney Channel
- France : 24 mai 2017 sur Disney Channel

Titre original :Una nueva esperanza, Sobre Ruedas (traduction littérale : Un nouvel espoir, sur des roues)

### Épisode 20
Date de diffusion :
- Argentine : 12 mai 2017 sur Disney Channel
- France : 25 mai 2017 sur Disney Channel

Titre original : Adiós Roller, Sobre Ruedas (traduction littérale : Adieu le roller, sur des roues)

### Épisode 21
Date de diffusion :
- Argentine : 15 mai 2017 sur Disney Channel
- France : 29 mai 2017 sur Disney Channel

Titre original : Celos, Sobre Ruedas (traduction littérale : Jalousie, sur des roues)

### Épisode 22
Date de diffusion :
- Argentine : 16 mai 2017 sur Disney Channel
- France : 30 mai 2017 sur Disney Channel

Titre original : Ámbar no es Sol Benson, Sobre Ruedas (traduction littérale : Ambre n'est pas Sol Benson, sur des roues)

### Épisode 23
Date de diffusion :
- France : 31 mai 2017
- Argentine : 17 mai 2017

Titre original : La celosa, sobre ruedas (traduction littérale) : La jalousie, sur des roues

### Épisode 24
Date de diffusion :
- France : 1er juin 2017
- Argentine : 18 mai 2017

Titre original : La nueva entrenadora, Sobre ruedas (traduction littérale) : La nouvelle entraineuse, sur des roues

### Épisode 25
Date de diffusion :
- France : 5 juin 2017
- Argentine : 19 mai 2017

Titre original : La grabacíon de la coregrafia, sobre ruedas (traduction littérale) : L'enregistrement de la chorégraphie, sur des roues

### Épisode 26
Date de diffusion :
- France : 6 juin 2017
- Argentine : 22 mai 2017

Titre original : Lágrimas y disculpas, Sobre ruedas (traduction littérale) : Larmes et excuses, sur des roues

### Épisode 27
Date de diffusion :
- France : 7 juin 2017
- Argentine : 23 mai 2017

Titre original : Una disculpa, Sobre ruedas (traduction littérale) : Une excuse, sur des roues

### Épisode 28
Date de diffusion :
- France : 8 juin 2017
- Argentine : 24 mai 2017

Titre original : Un nuevo amor, Sobre ruedas (traduction littérale) : Un nouvel amour, sur des roues

### Épisode 29
Date de diffusion :
- France : 12 juin 2017
- Argentine : 25 mai 2017

Titre original : Matteo se va de los adrenalines, Sobre ruedas (traduction littérale) : Matteo s'en va des adrenalines, sur des roues

### Épisode 30
Date de diffusion :
- France : 13 juin 2017
- Argentine : 26 mai 2017

Titre original : Mentíras, Sobre ruedas (traduction littérale) : Mensonges, sur des roues

### Épisode 31
Date de diffusion :
- France : 14 juin 2017
- Argentine : 29 mai 2017

Titre original : Una pelea, Sobre ruedas (traduction littérale) : Une dispute, sur des roues

### Épisode 32
Date de diffusion :
- France : 15 juin 2017
- Argentine : 30 mai 2017

Titre original : ¿Matteo quiere volver con Luna ? (traduction littérale) : Matteo veut revenir avec Luna ?

### Épisode 33
Date de diffusion :
- France : 18 septembre 2017
- Argentine : 31 mai 2017

Titre original : Un Mensaje, Sobre ruedas (traduction littérale) : Un message, sur des roues

### Épisode 34
Date de diffusion :
- France : 19 septembre 2017
- Argentine : 1er juin 2017

Titre original : Quiero volver al equipo, Sobre ruedas (traduction littérale) : Je veux revenir dans l'équipe, sur des roues

### Épisode 35
Date de diffusion :
- France : 20 septembre 2017
- Argentine : 2 juin 2017

Titre original : La verdad esta cercá, Sobre ruedas (traduction littérale) : La vérité est proche, sur des roues

### Épisode 36
Date de diffusion :
- France : 21 septembre 2017
- Argentine : 5 juin 2017

Titre original : El regreso del equipo (traduction littérale : Le retour de l'équipe, sur des roues

### Épisode 37
Date de diffusion :
- France : 25 septembre 2017
- Argentine : 6 juin 2017

Titre original : Una nueva pareja, Sobre ruedas (traduction littérale : Un nouveau couple, sur des roues

### Épisode 38
Date de diffusion :
- France : 26 septembre 2017
- Argentine : 7 juin 2017

Titre original : ¿Quíen se va, Sobre ruedas (traduction littérale : Qui s'en va, sur des roues

### Épisode 39
Date de diffusion :
- France  : 27 septembre 2017
- Argentine : 8 juin 2017

Titre original : Una declaracíon amorosa, Sobre ruedas (traduction littérale : Une déclaration amoureuse, sur des roues

### Épisode 40
Date de diffusion :
- France : 28 septembre 2017
- Argentine : 9 juin 2017

Titre original : Un accidente, Sobre ruedas (Parte 1) (traduction littérale : Un accident, sur des roues (Partie 1)

## Deuxième saison (partie 2) (2017)Siempre Juntos

### Épisode 41
Date de diffusion :
- France : 2 octobre 2017
- Argentine : 7 août 2017

Titre original : Un accidente, Sobre ruedas (Parte 2) (traduction littérale : Un accident, sur des roues (Partie 2)

### Épisode 42
Date de diffusion :
- France : 3 octobre 2017
- Argentine : 8 août 2017

Titre original : Una medallita, Sobre ruedas (traduction littérale : Un pendentif, sur des roues

### Épisode 43
Date de diffusion :
- France : 4 octobre 2017
- Argentine : 9 août 2017

Titre original : Mas cercá de la verdad, Sobre ruedas (traduction littérale : Plus proche de la vérité, sur des roues

### Épisode 44
Date de diffusion :
- France : 5 octobre 2017
- Argentine : 10 août 2017

Titre original : Una carta, sobre ruedas (traduction littérale : Une carte, sur des roues

### Épisode 45
Date de diffusion :
- France : 9 octobre 2017
- Argentine : 11 août 2017

Titre original : Un Open de Music de oportunidad, Sobre ruedas (Parte 1)  (traduction littérale : Un Open de musique d'opportunités, sur des roues (Partie 1)

### Épisode 46
Date de diffusion :
- France : 10 octobre 2017
- Argentine : 14 août 2017

Titre original : Un Open de Music de oportunidad, Sobre ruedas (Parte 2) (traduction littérale : Un Open de musique d'opportunités, sur des roues (Partie 2)

### Épisode 47
Date de diffusion :
- France : 11 octobre 2017
- Argentine : 15 août 2017

Titre original : La votaciones del concurso, Sobre ruedas (traduction littérale : Les votes du concours, sur des roues

### Épisode 48
Date de diffusion :
- France : 12 octobre 2017
- Argentine : 16 août 2017

Titre original : La lucha por Simon, Sobre ruedas (traduction littérale : La lutte pour Simon, sur des roues

### Épisode 49
Date de diffusion :
- France : 16 octobre 2017
- Argentine : 17 août 2017

Titre original : ¿Mi novio o mi mejor amigo ?, Sobre ruedas (traduction littérale : Mon petit ami ou mon meilleur ami ?, sur des roues

### Épisode 50
Date de diffusion :
- France : 18 octobre 2017
- Argentine : 18 août 2017

Titre original : La fiesta de gala, Sobre ruedas (Parte 1) (traduction littérale : La soirée de gala, sur des roues (Partie 1)

### Épisode 51
Date de diffusion :
- France : 19 octobre 2017
- Argentine : 21 août 2017

Titre original : La fiesta de gala, Sobre ruedas (Parte 2) (traduction littérale : La soirée de gala, sur des roues (Partie 2)

### Épisode 52
Date de diffusion :
- France : 23 octobre 2017
- Argentine : 22 août 2017

Titre original : ¿Quíen soy yo ?, Sobre ruedas (traduction littérale : Qui suis-je, sur des roues

### Épisode 53
Date de diffusion :
- France : 24 octobre 2017
- Argentine : 23 août 2017

Titre original : Secretos y Mentiras, Sobre ruedas (traduction littérale : Secrets et mensonges, sur des roues

### Épisode 54
Date de diffusion :
- France : 25 octobre 2017
- Argentine : 24 août 2017

Titre original : Llegadas y reencuentros, Sobre ruedas (traduction littérale : Arrivées et retrouvailles, sur des roues

### Épisode 55
Date de diffusion :
- France : 26 octobre 2017
- Argentine : 25 août 2017

Titre original : La verdadera Juliana, Sobre ruedas (traduction littérale : La vraie Juliana, sur des roues

### Épisode 56
Date de diffusion :
- France : 30 octobre 2017
- Argentine : 28 août 2017

Titre original : Algo raro, Sobre ruedas (traduction littérale : Quelque chose de bizarre, sur des roues

### Épisode 57
Date de diffusion :
- France : 31 octobre 2017
- Argentine : 29 août 2017

Titre original : Un falso romance, Sobre ruedas (traduction littérale : Une fausse romance, sur des roues

### Épisode 58
Date de diffusion :
- France : 1er novembre 2017
- Argentine : 30 août 2017

Titre original : Una invitada especial, Sobre ruedas (traduction littérale : Une invité spéciale, sur des roues

### Épisode 59
Date de diffusion :
- France : 6 novembre 2017
- Argentine : 31 août 2017

Titre original : Un vídeo, Sobre ruedas (traduction littérale : Une vidéo, sur des roues

### Épisode 60
Date de diffusion :
- France : 7 novembre 2017
- Argentine : 1er septembre 2017

Titre original : La Competencía, Sobre ruedas (traduction littérale : La compétition, sur des roues

### Épisode 61
Date de diffusion :
- France : 8 novembre 2017
- Argentine : 4 septembre 2017

Titre original : Secretos de la familia Benson, Sobre ruedas (traduction littérale : Secrets de la famille Benson, sur des roues

### Épisode 62
Date de diffusion :
- France : 13 novembre 2017
- Argentine : 5 septembre 2017

Titre original : El fin de Lutteo, Sobre ruedas (traduction littérale : La fin de Lutteo, sur des roues

### Épisode 63
Date de diffusion :
- France : 14 novembre 2017
- Argentine : 6 septembre 2017

Titre original : Un culpable, Sobre ruedas (traduction littérale : Un coupable, sur des roues

### Épisode 64
Date de diffusion :
- France : 15 novembre 2017
- Argentine : 7 septembre 2017

Titre original : Una investigación, Sobre ruedas (traduction littérale : Une investigation, sur des roues

### Épisode 65
Date de diffusion :
- France : 20 novembre 2017
- Argentine : 8 septembre 2017

Titre original : Una propuesta especial, Sobre ruedas (traduction littérale : Une proposition spécial, sur des roues

### Épisode 66
Date de diffusion
- France : 21 novembre 2017
- Argentine : 11 septembre 2017

Titre original : Matteo celoso, Sobre ruedas (traduction littérale : Matteo jaloux, sur des roues

### Épisode 67
Date de diffusion :
- France : 22 novembre 2017
- Argentine : 12 septembre 2017

Titre original : ¿Algo más que amigos, Sobre ruedas (traduction littérale : Plus que des amis ?, sur des roues

### Épisode 68
Date de diffusion :
- France : 27 novembre 2017
- Argentine : 13 septembre 2017

Titre original : Mensaje oculto, Sobre ruedas (traduction littérale : Message caché, sur des roues

### Épisode 69
Date de diffusion :
- France : 28 novembre 2017
- Argentine : 14 septembre 2017

Titre original : Cerca de la verdad, Sobre ruedas (traduction littérale : Proche de la vérité, sur des roues

### Épisode 70
Date de diffusion :
- France : 29 novembre 2017
- Argentine : 15 septembre 2017

Titre original : ¿Mi verdadera identidad, Sobre ruedas (traduction littérale : Ma véritable identité, sur des roues

### Épisode 71
Date de diffusion :
- France : 4 décembre 2017
- Argentine : 18 septembre 2017

Titre original : ¿Dónde está Sol Benson ?, Sobre ruedas (traduction littérale : Où est Sol Benson ?, sur des roues

### Épisode 72
Date de diffusion :
- France : 5 décembre 2017
- Argentine : 19 septembre 2017

Titre original : Esperando una propuesta, Sobre ruedas (traduction littérale : J'attends une proposition, sur des roues

### Épisode 73
Date de diffusion :
- France : 6 décembre 2017
- Argentine : 20 septembre 2017

Titre original : Ámbar es descubierta, Sobre ruedas (traduction littérale : Ambre est découverte, sur des roues

### Épisode 74
Date de diffusion :
- France : 11 décembre 2017
- Argentine : 21 septembre 2017

Titre original : Un momento de confesiones, Sobre ruedas (traduction littérale : Un moment de confessions, sur des roues

### Épisode 75
Date de diffusion :
- France : 12 décembre 2017
- Argentine : 22 septembre 2017

Titre original : Mucho más que un sueno, Sobre ruedas (traduction littérale : Plus qu'un rêve, sur des roues

### Épisode 76
Date de diffusion :
- France : 13 décembre 2017
- Argentine : 25 septembre 2017

Titre original : Espionaje, trampas y mas problemas, Sobre ruedas (traduction littérale : espionnage, pièges et plus de problèmes, sur des roues

### Épisode 77
Date de diffusion :
- France : 18 décembre 2017
- Argentine : 26 septembre 2017

Titre original : Un secreto no tan secreto, Sobre ruedas (traduction littérale : Un secret pas si secret, sur des roues

### Épisode 78
Date de diffusion :
- France : 19 décembre 2017
- Argentine : 27 septembre 2017

Titre original : Un viaje en Cancùn, Sobre ruedas (traduction littérale : Un voyage à Cancún, sur des roues

### Épisode 79
Date de diffusion :
- France : 20 décembre 2017
- Argentine : 28 septembre 2017

Titre original : La final de la Rodafest en México, Sobre ruedas (traduction littérale : La finale de la Rodafest au Mexique, sur des roues

### Épisode 80
Date de diffusion :
- France : 21 décembre 2017
- Argentine : 29 septembre 2017

Titre original : Yo soy Sol Benson, Sobre ruedas (traduction littérale : Je suis Sol Benson, sur des roues